# Deng Sanmu
Deng Sanmu, en caractères simplifiés :邓散木, en caractères traditionnels : 鄧散木， en shanghaïen DÊN Sêmoq, en Mandarin: Dèng Sǎnmò, （1898 Shanghai － 1963 Pékin), est un grand maître de la gravure de sceau, élève de M. Zhao Guni, muté par le gouvernement à Pékin.

## Œuvre

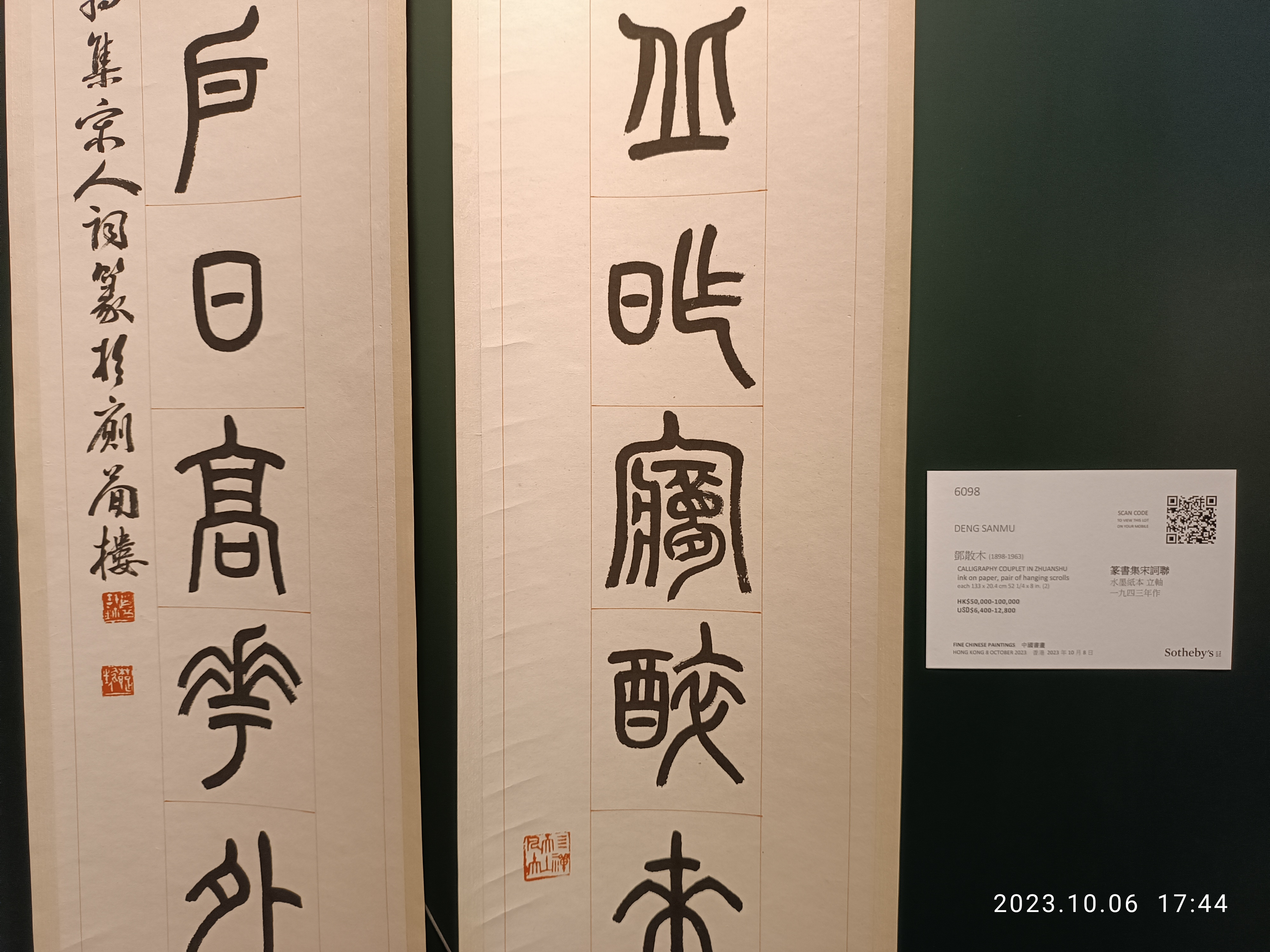
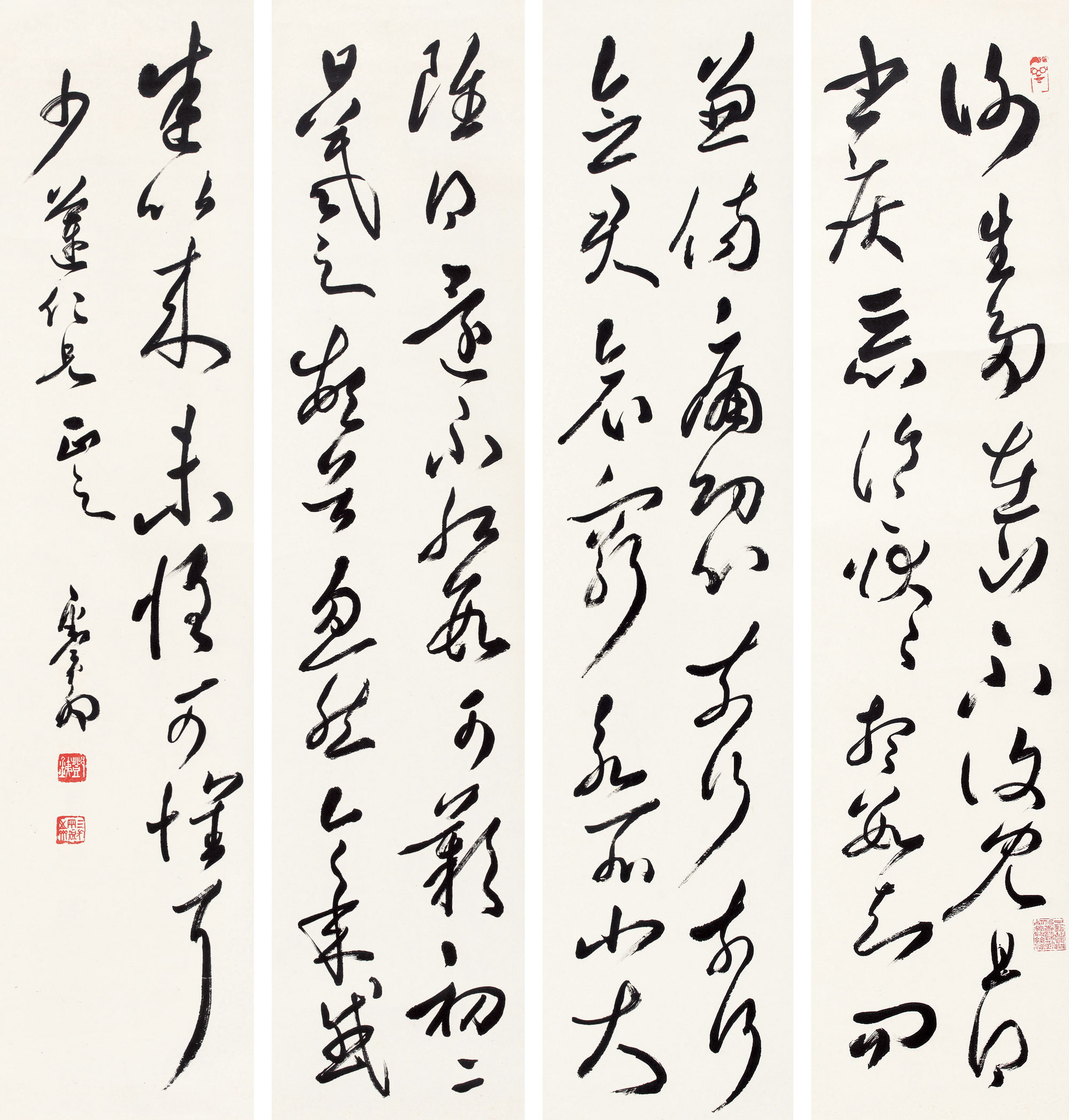